# Соколовский, Артём Сергеевич
Артём Сергеевич Соколовский (бел. Арцём Сяргеевіч Сакалоўскі; род. 31 июля 2006, Лесной, Минская область) — белорусский футболист, полузащитник минского «Динамо».

## Карьера
Выпускник футбольной Академии АБФФ. В июле 2022 года футболист присоединился к минскому «Динамо». В 2023 году футболист стал выступать за дублирующий состав клуба, также в составе юношеской команды до 19 лет принимал участие в матчах юношеской лиги УЕФА. В начале 2024 года футболист присоединился к основной команде клуба. Дебютировал за клуб футболист 2 марта 2024 года в матче за Суперкубок Беларуси против жодинского «Торпедо-БелАЗ», выйдя на замену на 81 минуте, однако уступив в серии послематчевых пенальти. Дебютным голом за клуб футболист отличился 6 марта 2024 года в четвертьфинальном матче Кубка Беларуси против борисовского БАТЭ. Свой дебютный матч в чемпионате футболист сыграл 16 марта 2024 года против «Сморгони», выйдя на поле в стартовом составе и отличившись забитым голом. В апреле 2024 года футболист отправился также в распоряжение «Динамо-2». Дебютный матч за вторую команду футболист сыграл 14 апреля 2024 года против «Макслайна», выйдя на поле в стартовом составе.

## Международная карьера
В сентябре 2021 года футболист получил вызов в юношескую сборную Беларуси до 16 лет. Дебютировал за сборную футболист 21 сентября 2021 года в товарищеском матче против сборной Турции, также отличившись своим дебютным забитым голом. В октябре 2022 года футболист в составе юношескую сборную Беларуси до 17 лет отправился на квалификационные матчи юношеского чемпионата Европы. Дебютировал за сборную футболист 20 октября 2022 года в матче против сборной Норвегии. В марте 2023 года футболист вместе со сборной принимал участие в элитном раунде квалификаций.

## Достижения
«Динамо» Минск
- Чемпион Беларуси: 2024